# Eduard Forster

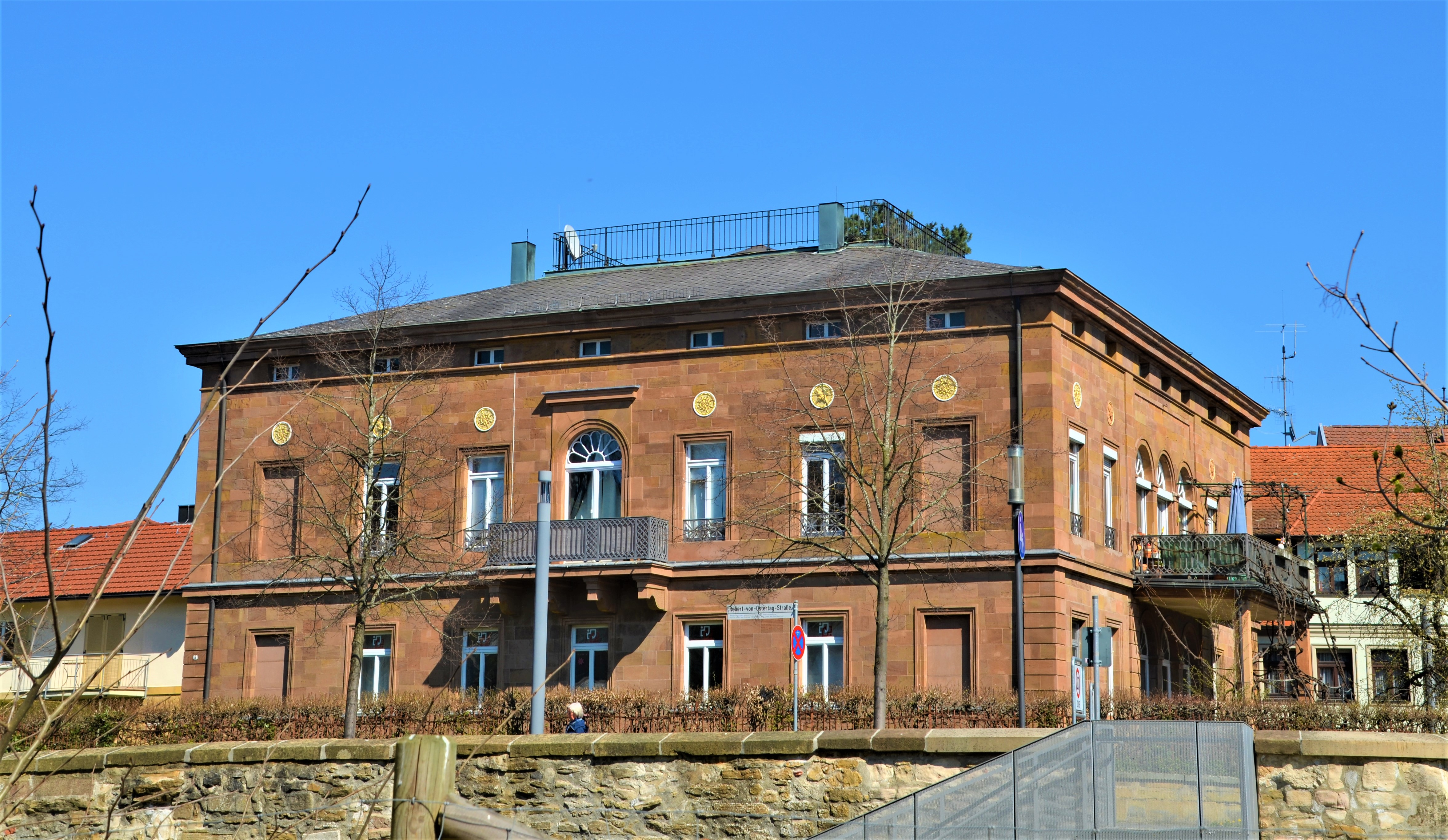
Forsterscher Neubau von 1840

Eduard Forster (* 11. Oktober 1811 in Gmünd; † 16. Oktober 1872 ebenda) war ein deutscher Kaufmann und Politiker.
Forster leitete die Silberwarenfabrik Forster und Wagner sowie die Handelsfirma Dominikus Kott, galt als einflussreiches Gemeinderatsmitglied und war 1848 kurzzeitig Amtsverweser im Amt des Stadtschultheißen von Gmünd.
Im Revolutionsjahr 1848 engagierte Forster sich für die bürgerliche Revolution und kämpfte für Pressefreiheit, Bürgerbewaffnung und die Berufung einer Deutschen Volksvertretung. Er trat für die Bauern ein und forderte deren endgültige Befreiung von den grundherrschaftlichen Abgaben. Forster gilt als republikanischer Vordenker und fühlte sich bei seinem Tun als Vertreter des ganzen Volkes, nicht einer bestimmten Schicht. An seiner Seite kämpfte unter anderem der Gmünder Kaufmann und Turnvater Johannes Buhl.
Er gründete im württembergischen Gmünd einen Volksverein und gab mit dem Buchdrucker Ils, den er dazu bewogen hatte, wieder nach Gmünd zu kommen, 1849 den Märzspiegel für freie Bürger zu Berg und Thal heraus. Im Rahmen der Reaktion im Königreich Württemberg wurde Forster wegen seiner revolutionären Umtriebe zu zwei Monaten Festungshaft auf dem Asperg verurteilt. Mit dieser Verurteilung wurde auch Forsters parlamentarische Tätigkeit beendet, wobei er bis zu seinem Tod 1872 dem Gmünder Gemeinderat angehörte. Eduard Forster gehörte den Württembergischen Landständen von 1848 bis 1851 an und war 1848 und 1849 Mitglied der drei verfassunggebenden Landesversammlungen.
Forster ist der Erbauer des sogenannten Forsterschen Neubaus von 1840 (Robert-von-Ostertag-Straße 9) in Schwäbisch Gmünd und wird im Gedicht Berühmte Gmünder von Johann Straubenmüller erwähnt. Im Schwäbisch Gmünder Stadtteil Straßdorf wurde eine Straße nach ihm benannt.